# Scincella apraefrontalis
Scincella apraefrontalis — вид сцинкоподібних ящірок родини сцинкових (Scincidae). Ендемік В'єтнаму. Описаний у 2010 році.

## Поширення і екологія
Scincella apraefrontalis відомі з типової місцевості, розташованої у природному заповіднику Хуу Лієн у в'єтнамській провінції Ланшон на півночі країни, на висоті 200 м над рівнем моря. Вони живуть у вологих рівнинних тропічних лісах, що ростуть на вапнякових ґрунтах, серед опалого листя.